# 北海道道581号留辺蘂上富良野線

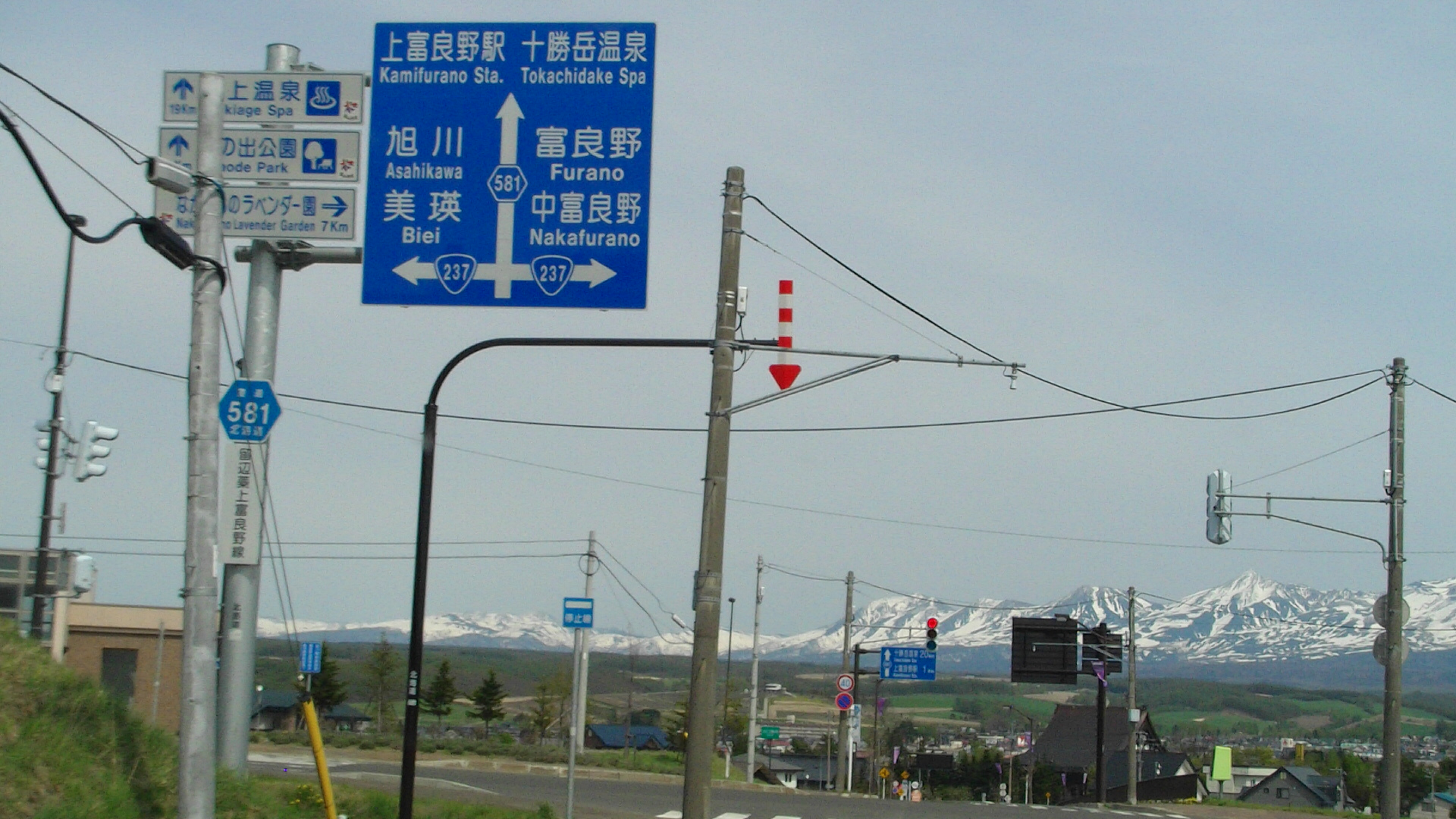
上富良野町国道237号交点

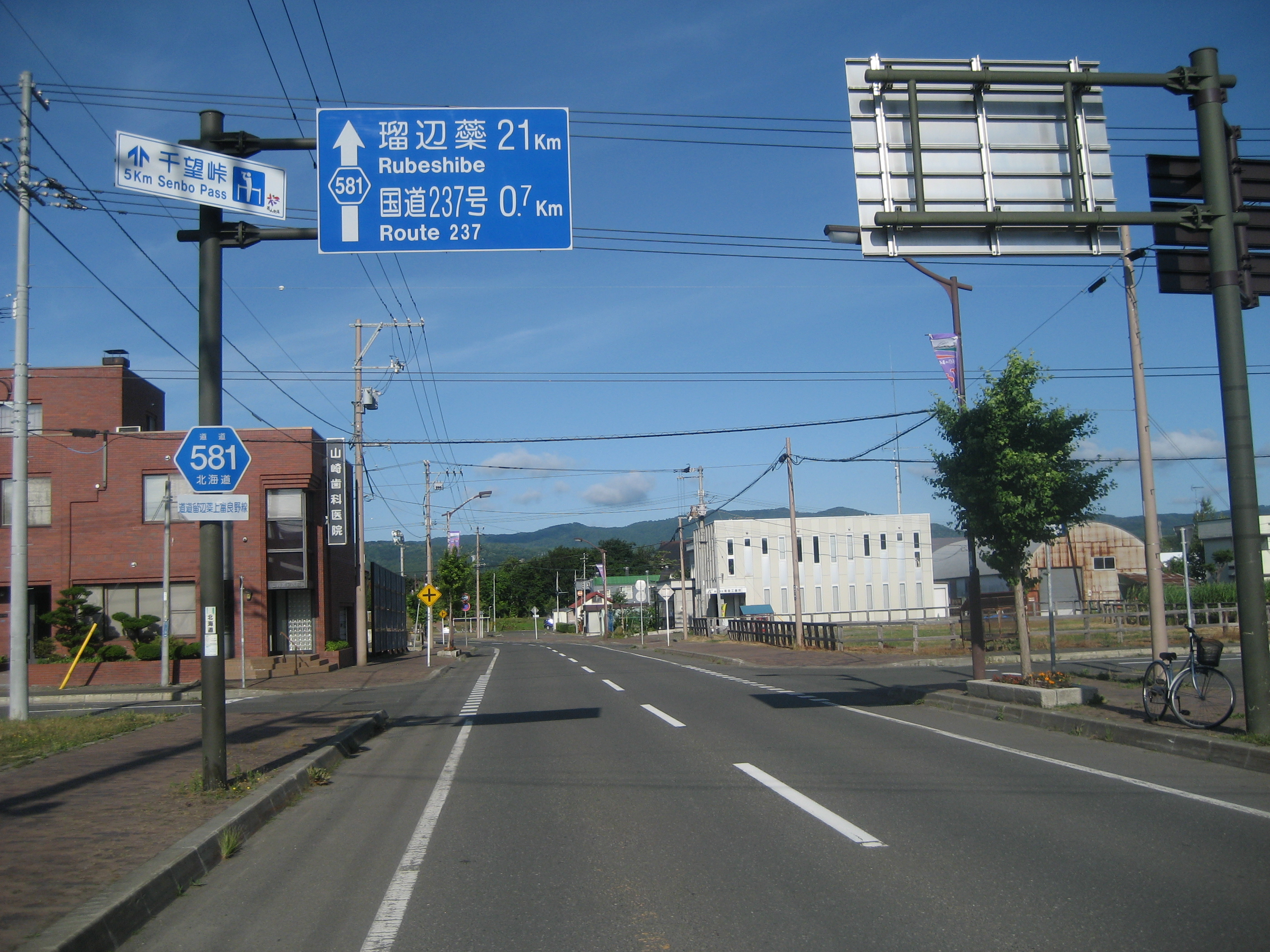
上富良野町中町2丁目付近

北海道道581号留辺蘂上富良野線（ほっかいどうどう581ごう るべしべかみふらのせん）は、北海道上川郡美瑛町と空知郡上富良野町を結ぶ一般道道（北海道道）である。

## 概要

### 路線データ
- 起点：北海道上川郡美瑛町字瑠辺蘂（北海道道580号美馬牛神楽線交点）
- 終点：北海道空知郡上富良野町錦町2丁目（北海道道291号吹上上富良野線・北海道道299号上富良野停車場線交点）
- 路線延長：10.1km（総延長）

## 歴史
- 1967年（昭和42年）3月31日 路線認定[1]。

## 路線状況

### 重複区間
- 美瑛町字瑠辺蘂 - 美瑛町字二股（北海道道70号芦別美瑛線）

## 地理

### 通過する自治体
- 上川総合振興局
  - 上川郡美瑛町
  - 空知郡上富良野町

### 交差する道路
美瑛町
- 北海道道580号美馬牛神楽線 - 瑠辺蘂（起点）
- 北海道道70号芦別美瑛線 - 二股（重複）

上富良野町
- 北海道道759号奈江富良野線 - 西9線北24号（千望峠付近）
- 北海道道851号上富良野中富良野線 - 西4線北23号（江花）
- 国道237号 - 光町3丁目
- 北海道道291号吹上上富良野線 - 錦町2丁目（終点）
- 北海道道299号上富良野停車場線 - 錦町2丁目（終点）

### 沿線にある施設など
上富良野町
- 千望峠 - 西6線北
- ローソン上富良野店 - 中町2丁目2-33
- 空知商工信用組合上富良野出張所 - 錦町2丁目4-9